# Неллі Володимир Олександрович
Володимир Олександрович Неллі (Володимир Олександрович Неллі-Влад; 17 лютого 1895, м. Рівне, Волинська губернія Російської імперії — 22 січня 1980, м. Київ, УРСР) — радянській український режисер театру, актор, педагог. Народний артист Чечено-Інгушської АРСР (1944). Заслужений діяч мистецтв УРСР (1946). Професор (1961).

## Біографія
У 1919 році закінчив драматичну школу-студію при Другому театрі Української Радянської Республіки імені Леніна в Києві, в якому з того ж року почав працювати актором.
Працював режисером театрів:
- РРФСР 1-го (Москва, 1920);
- Чернігівського (1921—1923);
- Харківського Червонозаводського російського драматичного театру (1923—1927);
- Саратовського (1927—1929);
- Одеського «Червоний факел» (1929—1931);
- В 1931–1962 рр. (з перервами, коли недовгий час працював у інших театрах) — режисер Київського російського драматичного театру імені Лесі Українки.

## Режисерські роботи
- «Кінець Криворильска» Б. Ромашова (1926);
- «Підступність і кохання» Ф. Шіллера (1932);
- «Розлом» Б. А. Лавреньова (1928, Саратов);
- «Постріл» А. Безименського (1930);
- «Оптимістична трагедія» В. В. Вишневского (1933, вперше в Радянському Союзі);
- «Живий труп» Л. М. Толстого (1940);
- «Ходіння по муках» (за твором по О. Н. Толстого) (1966);
- «Три сестри» А. П. Чехова;
- «Вороги» Максима Горького;
- «Діти сонця» М. Горького;
- «Бронепоїзд 14-69» В. В. Іванова;
- «Палії» (« Полум'ярі») A.В.Луначарского;
- «Одруження Бєлугина» О. Островського і М. Соловйова (1950);
- «Весна в Москві» В. Гусєва (1953)
- «Під золотим орлом» Я. А. Галана (1952);
- «Фіолетова щука», «В степах України», «Загибель ескадри» О. Є. Корнійчука;
- «Кадри» І. К. Микитенко;
- «Поєдинок» («Двобій») Ю. А. Мокріева;
- «Навіки разом» Л. Д. Дмитерко;
- «Страх» О. Афіногенова;
- «Таланти і поклонники» О. Островського;
- «Комедія помилок» Е. Шекспіра,
- «Мій друг», «Кремлівські куранти» М. Погодіна;
- «Чуже дитя» В. Шкваркіна;
- «Загибель ескадри» О. Корнійчука;
- «Сенсація номер один» Л. Дмитерка;
- «В день весілля» В. Розова
- «Проводи білих ночей» В. Панової;
- «Друзі і роки» А. Арбузова (1962);
- «Вільгельм Тель» Ф.Шіллера та ін.

## Педагогічна діяльність
В 1933–1980 рр. (з перервою) викладав у Київському інституті театрального мистецтва імені І. К. Карпенка-Карого (з 1961 року — професор).
Серед учнів — В.Бегма, Ю.Мажуга, Б.Мешкіс, А.Паламаренко, В.Рудницький, А.Слісаренко, Ф.Стригун, О.Бойцов, О.Осіїк та ін.

## Публікації
- «Робота режисера» (1962);
- «Про режисуру» (1977).

## Нагороди
- Народний артист Чечено-Інгушської АРСР (1944);
- Заслужений діяч мистецтв УРСР (1946);
- Орден «Знак Пошани»;
- Медалі.